# José Artiles
José Manuel Artiles Romero (Las Palmas de Gran Canaria, España, 10 de junio de 1993) conocido como Artiles, es un futbolista español. Juega de centrocampista y su equipo actual es el Hércules C. F. de la Primera Federación.

## Trayectoria
Formado en las categorías inferiores de la U. D. Las Palmas, fue considerado la joya de la cantera canaria que a pesar de recibir cantidad de ofertas para abandonar la isla, llegaría al primer equipo.
En la temporada 2014-15 contribuyó en siete partidos al éxito del ascenso ‘amarillo’ a Primera, alternando con el primer equipo y el filial insular. En 2015 fue cedido al Racing de Santander.
La pretemporada 2016-17 la realiza a las órdenes de Setién con la U. D. Las Palmas, jugando varios partidos y marcando un gol, pero tuvo que pasar por el quirófano para ser operado de una fisura en el cartílago de la rodilla. Artiles se perdió los dos primeros meses de competición, por lo que no  tuvo ficha federativa con la U. D. Las Palmas ni salió cedido.
En enero de 2018 fue cedido al F. C. Cartagena. La temporada siguiente se reincorporó al filial de la U. D. Las Palmas en segunda B. Al terminar dicha temporada se desligó totalmente del club insular y fichó por dos temporadas por la U. E. Lleida. El 31 de enero de 2019 rescindió su contrato con el equipo ilerdense para fichar por el Ejido 2012 también en Segunda B.
El 1 de agosto de 2019 fichó por el C. D. Don Benito. Tras dos temporadas en el club en julio de 2021 fichó por la A. D. Mérida por dos temporadas. Antes de acabar su segundo año rescindió los seis meses que le quedaban para, el 11 de enero de 2023, firmar por el Hércules C. F. de la Segunda Federación. Tras el ascenso conseguido en 2024 renovó su contrato con los alicantinos por una temporada más.

## Clubes
| Club                 | País   | Año       |
| -------------------- | ------ | --------- |
| Las Palmas Atlético  | España | 2012-2015 |
| Racing de Santander  | España | 2015-2016 |
| U. D. Las Palmas     | España | 2016      |
| F. C. Cartagena      | España | 2017      |
| Las Palmas Atlético  | España | 2017-2018 |
| Club Lleida Esportiu | España | 2018      |
| C. D. El Ejido       | España | 2019-2020 |
| C. D. Don Benito     | España | 2020-2021 |
| A. D. Mérida         | España | 2021-2023 |
| Hércules C. F.       | España | 2023-     |